# Hard to Get
Hard to Get is een Amerikaanse film uit 1938 onder regie van Ray Enright. De film is gebaseerd op het verhaal Stuffed Shirt van Stephen Morehouse Avery. De film gaat over erfgename Maggie Richards die valt voor de charmes van tankstationbediende Bill Davis

## Rolverdeling
| Acteur              | Personage         |
| ------------------- | ----------------- |
| Dick Powell         | Bill Davis        |
| Olivia de Havilland | Margaret Richards |
| Charles Winninger   | Benjamin Richards |
| Allen Jenkins       | Roscoe            |
| Bonita Granville    | Connie Richards   |
| Melville Cooper     | John Case         |
| Rosella Towne       | Miss Gray         |